# 慧超
慧超（えちょう、ヘチョ、혜초、704年 - 787年）は新羅から唐に渡って密教を学び、インドに法を求めて旅し、『往五天竺国伝』を著した高僧である。恵超とも。

## 生涯
新羅に生まれた慧超は幼い頃唐に渡り、719年頃広州で南インド出身の僧・金剛智から密教を学んだ。この金剛智の勧めにより722年頃海路インドに向かった。数年間インド諸国を旅し、中央アジアを経て727年唐に帰着、『往五天竺国伝』を著した。長安の大薦福寺で引き続き金剛智のもとで訳経に従事し、金剛智死去後は不空（705年〜774年）の指導を受けた。
慧超は780年に五台山で『大乗瑜珈金剛性海曼殊室利千臂千鉢大教王経』を訳出した記録がある。近年の研究で787年に死去したことが判明した。唐高僧伝に慧超の伝がなく、その伝記は不明なことが多い。

## 往五天竺国伝
五天竺とは中インド、北インド、南インド、東インド、西インドのインド諸国を指す。玄奘の『大唐西域記』のように後世に伝世された書物ではなく、フランスの東洋学者ポール・ペリオが1908年に敦煌莫高窟で発見した敦煌文献のひとつである。書物の首尾が欠けているため、最初は誰の著作か分らなかったが、ペリオの研究により新羅僧・慧超の著作と判明した。ペリオが発見する以前は、慧琳の『一切経音義』に収録された音義が現存するのみであった。
漢文はそれほど達文ではないが、8世紀に入ってイスラム勢力の中央アジア進出により中国との連絡が途絶えていたインド事情を記録したものとして歴史的価値がある。特にイスラム軍のインダス川流域シンド地方侵略の同時代記録として名高い。
ペリオ始め世界各国の東洋学者の研究があり、近年では中国の張毅の『往五天竺国伝箋釈』（中華書局）が出版されている。日本では桑山正進編纂による『慧超五天竺國傳研究』（京都大学人文科学研究所、1992年）が出版されている。